# کاران (شهرستان ملئوزوفسکی، باشقیرستان)
کاران (انگلیسی: Karan, Meleuzovsky District, Republic of Bashkortostan) یک شهرک در شهرستان ملئوزوفسکی استان باشقیرستان کشور روسیه است.